# 拉西莉亞

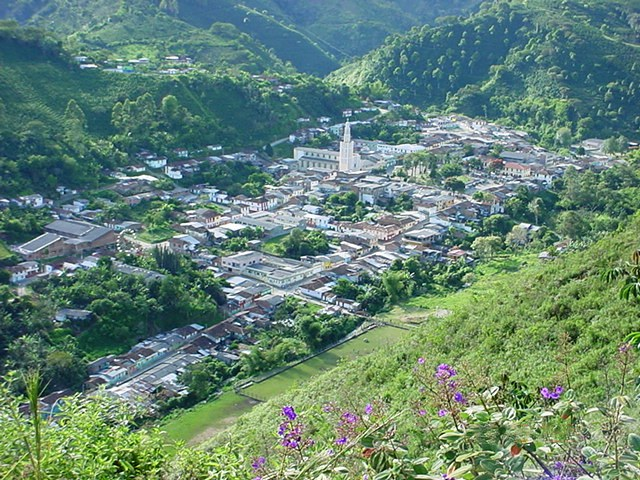

拉西莉亞是哥倫比亞的城鎮，位於該國中西部，由里薩拉爾達省負責管轄，距離首府佩雷拉67公里，始建於1903年，面積87平方公里，海拔高度1,770米，2005年人口8,348。
5°00′07″N 76°00′14″W / 5.00194°N 76.00389°W